# أدوبي فايروركس
أدوبي فايروركس (بالإنجليزية: Adobe Fireworks ويعرف اختصاراً بـ Fw)‏ هو محرر رسوميات نقطية ومتجهة. تم تطويره في الأصل من قبل ماكروميديا التي استحوذت عليها أدوبي عام 2005، وهو موجه لمصممي الويب. تم تصمميه ليتم دمجه مع منتجات ماكروميديا الأخرى السابقة، مثل أدوبي دريم ويفر وأدوبي فلاش. فايروركس متاح كبرنامج مستقل أو في باقة الإبداع 3. النسخة 8 كانت مجمعة في ماكروميديا ستوديو 8.

## واجهة المستخدم
واجهة المستخدم في فايروركس تتسق مع بقية مجموعة برامج أدوب كرييتف سويت، ومشابهة لواجهة أدوبي فوتوشوب، وعلى نظام ماك أو إس إكس OS X ، يمكن ان تعرض التطبيق في وضع متعدد المستندات، أو واجهة العرض القياسية حيث تطفو كافة أشرطة الأدوات بحرية على الشاشة.

## الميزات

### الطبقات الهرمية
جميع الطبقات يمكن الوصول إليها من لوحة الطبقات، الطبقات قد تكون أعرض أو أطول من الصورة نفسها، ومع ذلك يتم إنتاج الصورة النهائية عن طريق إخفاء تلك المناطق الخارجة عن الحدود في الصورة.

### الأدلة الذكية
فايروركس يدعم الأدلة، والخطوط الأفقية أو العمودية التي تتصرف مثل المسطرة في العالم الحقيقي للمساعدة في الرسم، وتناسب المحتوى وتركيب الصورة، يمكن للمستخدم وضع أدلة واحدة أو أكثر على الصورة في أي وقت واستخدامها كأداة مساعدة بصرية، على سبيل المثال الدليل مفيد عندما تحتاج لوضع مقطع من النص ليتماشى مع رسومات أخرى، بالإضافة إلى ذلك، يمكن للمستخدم تمكين ميزة الجذب التي تسهل تموضع الكائنات «جزء من صورة أو نص أو طبقة» إلى المكان المطلوب وضعها بدقة ويسر .
الأدلة الذكية لا يتم وضعها من قبل المستخدمين، انها مناطق من الصورة التي قد تهم المستخدم مثل حدود الصور، وسط الصورة أو الحدود العامة لكائن آخر، عندما تقوم بإدراج كائن، يحاول فايروركس تخمين ما ينوي المستخدم القيام به مع هذا الكائن ويقوم برسم تموضع ونسب مؤقتة كتلميح، هذه الميزة إضيفت مع الإصدار CS4.

## تاريخ الإصدارات
- في عام 1998 ماكروميديا فايروركس
- في عام 1999 ماكروميديا فايروركس 2
- في عام 2000 ماكروميديا فايروركس 3
- في عام 2001 ماكروميديا فايروركس 4
- في عام 2002 ماكروميديا فايروركس (6) MX
- في عام 2003 ماكروميديا فايروركس (7) MX
- في عام 2005 ماكروميديا فايروركس 8
- في عام 2007 أدوبي فايروركس (9) CS3
- في عام 2008 أدوبي فايروركس (10) CS4
- في عام 2010 أدوبي فايروركس (11) CS5
- في عام 2011 أدوبي فايروركس (11.1) CS5.1
- في عام 2012 أدوبي فايروركس (12) CS6
- في عام 2014 أدوبي فايروركس (13) cc 2014
- في عام 2015 أدوبي فايروركس (14) cc 2015
- في عام 2016 أدوبي فايروركس (15) cc 2016
- في عام 2017 أدوبي فايروركس (16) cc 2017

## وصلات خارجية
- الموقع الرسمي